# Belz (chassidische Bewegung)
Belz (englische Schreibweise) oder Bels ist eine chassidische Bewegung innerhalb des orthodoxen Judentums, die in der einst polnischen galizischen Kleinstadt Bels (seit 1951 zur Ukraine gehörig) gegründet wurde.

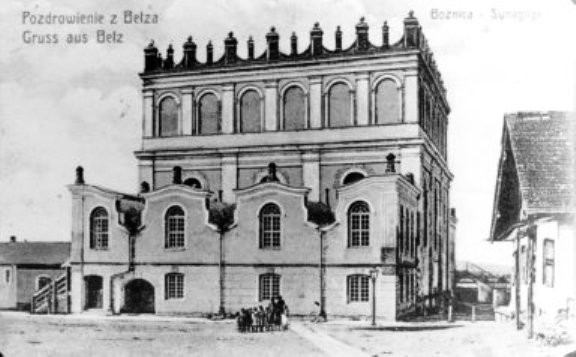
Die Synagoge in Bels, 1843

## Rabbiner und religiöse Bildung

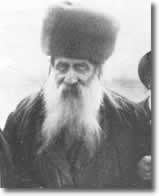
Yissachar Dov Rokeach I.

Die Rabbiner der Belser Gemeinschaft gehören der Familie Rokeach an. Gründer ist Schalom Rokeach (Sar Scholem genannt, 1779–1855). Unter seiner Führung entstand 1843 die Belser Synagoge.
Nach seinem Tod wurde der jüngste Sohn Jehoschua Rokeach (1825–1894) Belser Rebbe. Der dritte Rebbe in dieser Tradition ist Yissachar Dov Rokeach I. (1854–1926).
Einige bedeutende jüdische Gelehrte dieser Zeit waren Belser Chassidim, wie Rabbi Schalom Mordechai Schwadron. Die Schüler und Schriftgelehrte der Belser Chassidim wurden Joschwim (Sesshafte) genannt. Dazu zählen Männer jeglichen Familienstandes, die ganztägig in der Synagoge beteten und lernten. Dies wurde durch Nahrungs- und sonstige Spenden aus dem Umland ermöglicht.
Nach Yissachar Dovs Tod 1926 ging das Amt des Rebben auf dessen ältesten Sohn Aharon Rokeach (1877–1957) über.
Während der Besetzung Polens im Zweiten Weltkrieg wurde die Belser Gemeinde fast vollzählig vernichtet. Unterstützt durch Belser Chassidim aus dem Ausland gelang dem Rebben und seinem Halbbruder Rabbi Mordechai von Bilgorai im Januar 1944 die Flucht über Budapest nach Palästina.

## Neuanfang in Israel

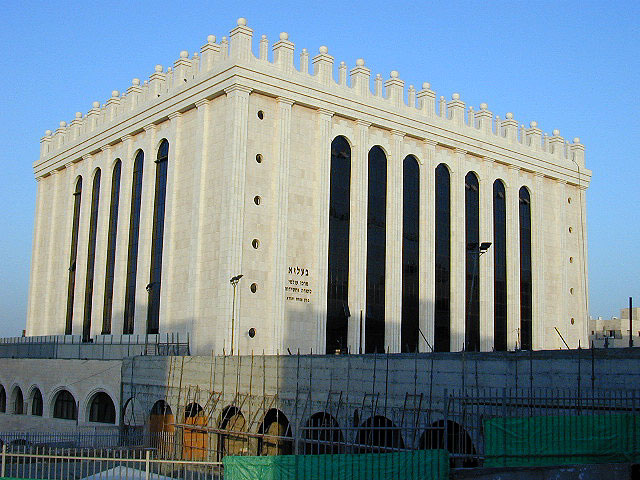
Die Belser Synagoge in Jerusalem

Aharon Rokeach, der seine gesamte Familie (Frau, Kinder, Enkel) verlor, gründete mit Mordechai die Belser Bewegung in Tel Aviv neu. Beide heirateten als Witwer erneut, Rabbi Mordechai wurde 1948 der Sohn Yissachar Dov Rokeach II. geboren.
Ein Jahr später verstarb Rabbi Mordechai im Alter von 47 Jahren. Rebbe Aharon übernahm die Ausbildung des Sohnes seines Bruders und bereitete ihn so auf die Nachfolge als Belser Rebben vor.
Rabbi Aharon legte das Fundament für das Wachstum der Belser Chasidut durch Gründung von Thoraschulen und Jeschiwot in Tel Aviv, Bnei Brak und Jerusalem. 1950 wechselte der Sitz des Rebben nach Jerusalem. Er starb 1957, als der als sein Nachfolger bestimmte Neffe 9-jährig war, so fehlte der Gruppe für die nächsten neun Jahre ein praktizierender Rebbe.
Yissachar Dov heiratete mit 17 die Tochter des Wiznitzer Rebben (Moshe Yehoshua Hager), zog nach Bnei Brak, um seinem Schwiegervater näher zu sein, und kehrte ein Jahr später nach Jerusalem zurück. Hier übernahm er das Amt des Belser Rebben, allerdings verweigerten ihm einige der Belser die Anerkennung.
Unter seiner Führung wurden mehrere Schulen und Jeschiwot gegründet und erweitert. Politisch wandte man sich vom strikten Anti-Zionismus ab und arbeitet innerhalb des politischen Systems in Israel, lehnt aber den Zionismus weiterhin ab.
Seit 1980 förderte Yissachar Dov Rokeach den Bau einer monumentalen Synagoge in Jerusalem mit 6000 Sitzplätzen, die im Jahr 2000 eingeweiht wurde.

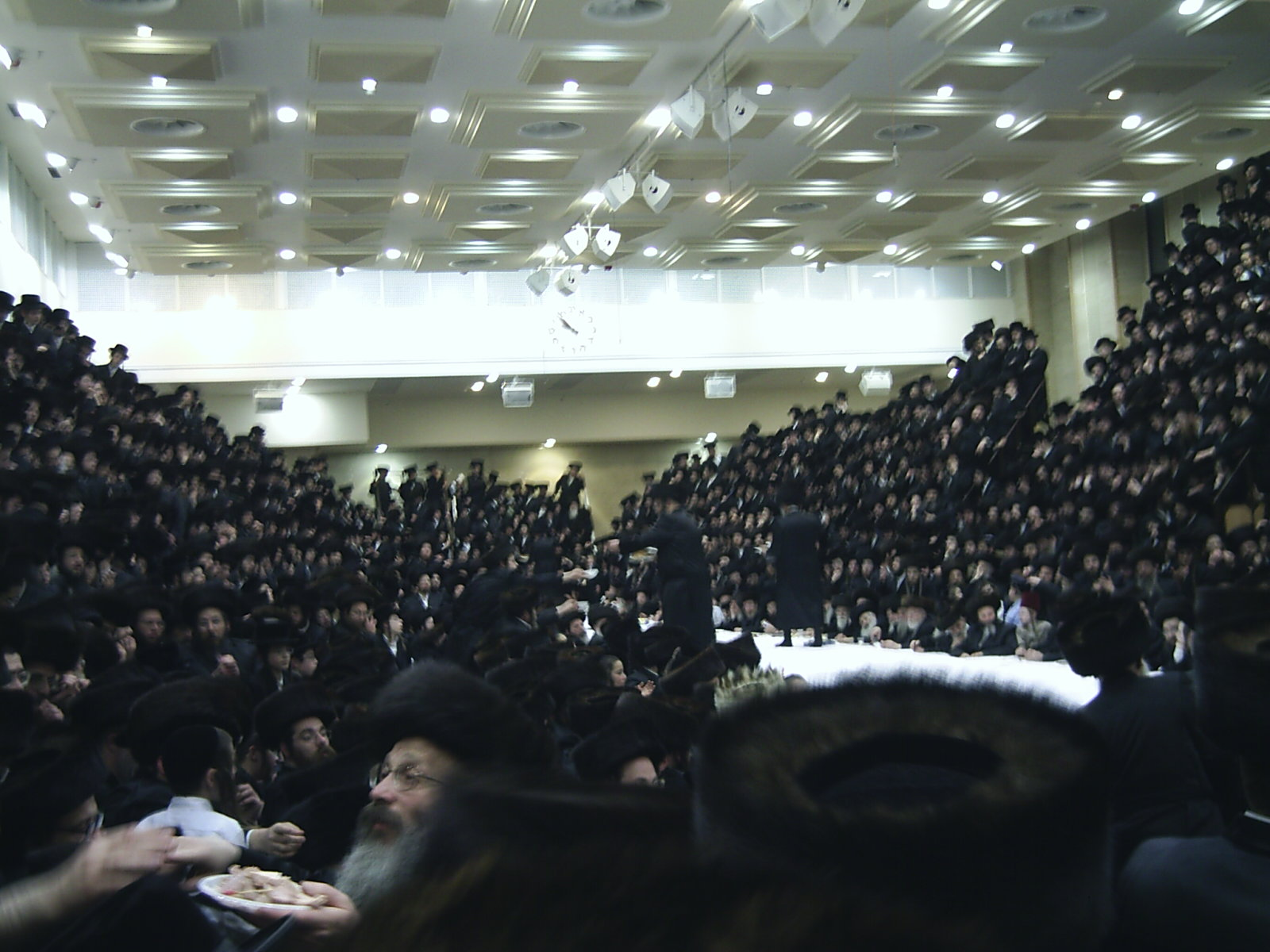
Purim in einer Belser Gemeinschaft

Mit 7.500 Familien (Stand 2016) sind die Belser heute die fünftgrößte chassidische Bewegung der Welt.